# Ostrowąs (jezero)
Ostrowąs, hovorově také nazývané Plebanka, je jezero u vesnice Ostrowąs ve gmině Aleksandrów Kujawski v okrese Aleksandrów v Kujavsko-pomořském vojvodství v Polsku. Nachází se také jižně od vesnice Plebanka v geografickém mezoregionu Równina Inowrocławska patřící do makroregionu Pojezierze Wielkopolskie. Průměrná hloubka jezera je 2,1 m a maximální hloubka je 3,7 m. Je to ledovcové morénové jezero (vzniklé činností zaniklého ledovce v době ledové). Plocha povrchu jezera je 27,5 ha.

## Další informace
Jezero, které je celoročně volně přístupné, má také pláž s molem ve vesnici Ostrowąs. Na jezeře je také umístěn obraz nad hladinou Paní Kujav (Pani Kujaw), což je obraz Panny Marie s dítětem vytvořený podle vzoru známého obrazu Salus Populi Romani (Uzdravení Římského lidu) z baziliky Santa Maria Maggiore v Římě. Podobný obraz je také umístěný v kostele v Ostrowąs Kościół Narodzenia Najświętszej Maryi Panny w Ostrowąsie.

## Galerie

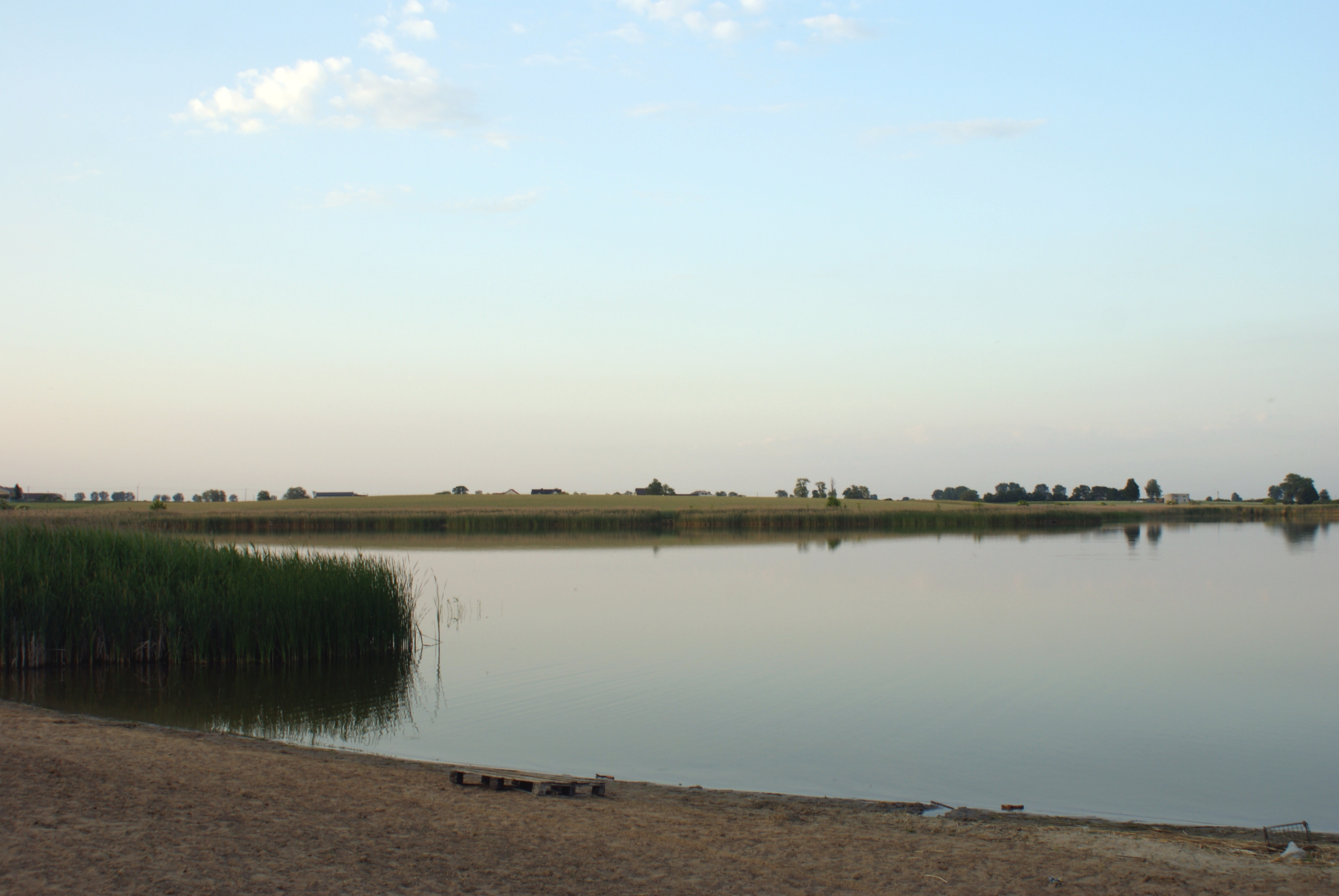
Pláž na břehu jezera
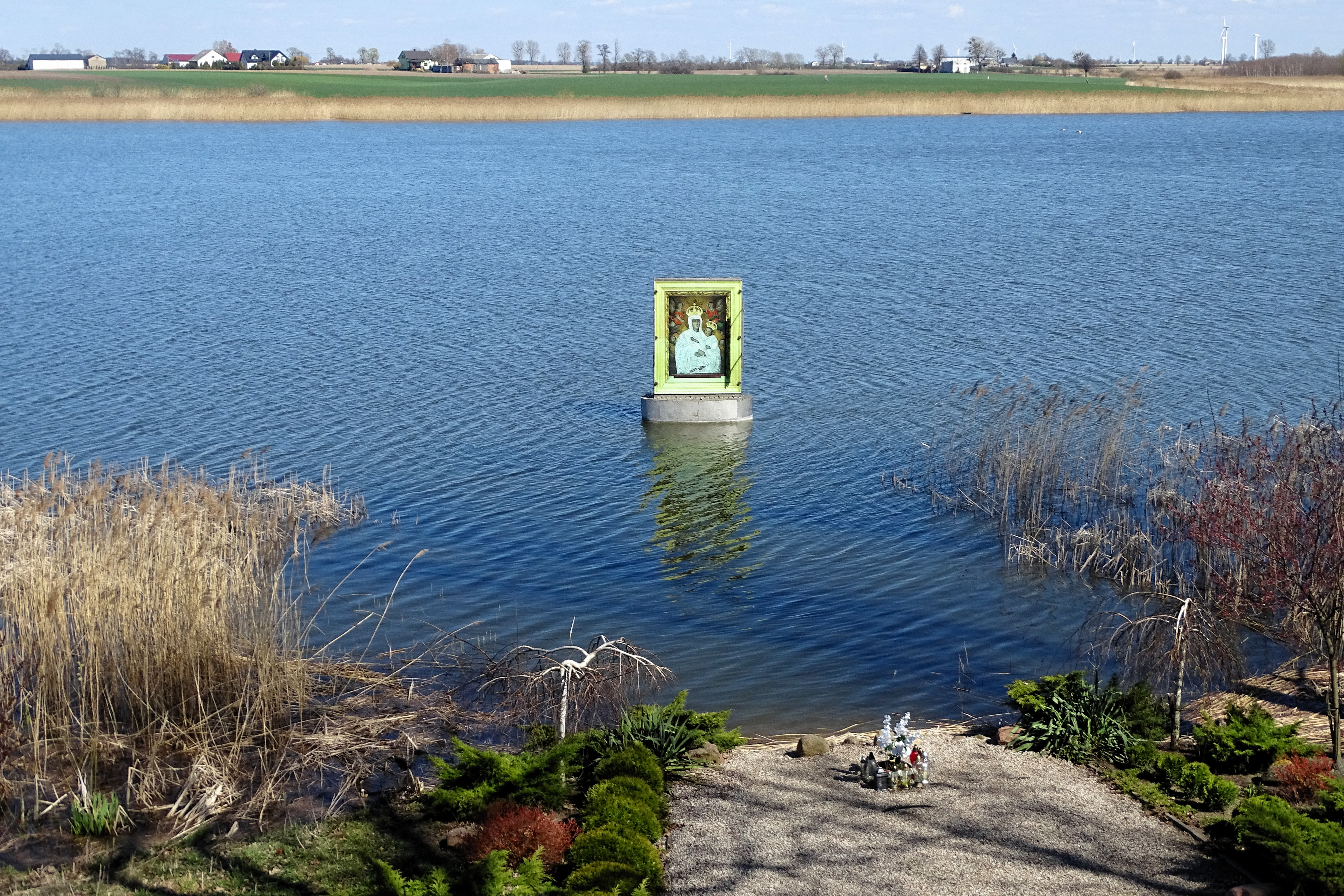
Paní Kujav